# 強枝鯛
斑菱的鯛（学名：Grammicolepis brachiusculus），又名斑線菱鯛、線鱗鯛、強枝鯛，為輻鰭魚綱海魴目菱的鯛科的其中一種，分布於東大西洋區，從幾內亞灣至南非德班海域、西大西洋區，從美國喬治亞州至蘇利南及日本、夏威夷群島海域，屬深海魚類，棲息深度300-1026公尺，體銀色，稚魚體具有不規則的黑色斑點，背鰭硬棘6-7枚，背鰭軟條32-34枚，臀鰭硬棘2枚，臀鰭軟條33-35枚，體長可達64公分。